# بسمة وعبدو
بسمة وعبدو (أقزام الغابة المبهجون: بيلفي وليلابيت)، مسلسل أنمي أنتج باللغة اليابانية يتكون من 26 حلقة. أنتجته تاتسونكو برودكشن عام 1980 في اليابان. أول عرض له كان على تلفزيون طوكيو (الذي تغيّر اسمه لاحقاً ليصبح قناة طوكيو 12)، بينما عرضت النسخ المدبلجة إلى الإنجليزية على محطة تلفزيون الأطفال نيكولوديون في الفترة من 1991 حتى 1995 إلى جانب مسلسلات أنيمي أخرى كمغامرات كوالا الصغير ومغامرات زينة ونحول والأحلام الذهبية.

## القصة
عاشت مجموعة من الأقزام في قرية وسط الغابة يملؤها الحب والتعاون والعمل وكانت تعيش في هذه القرية طفلة صغيرة جميلة تدعى بسمة تعيش عند عمها فدعان طبيب القرية. وكان لها أصدقاء كثيرون وكان أقربهم إليها صديقها عبدو وهو فتى محب للخير وكثيرا ما كان يساعد بسمة على فعل الخير.يعيش في القرية أيضا خلدون وهو ابن عمدة القرية وكان يحب مساعدة بسمة ولذا كان يغار من عبدو لأن بسمة تمدحه كثيرا... عاشت بسمة مع أصدقائها مغامرات كثيرة منها الحزينة ومنها المفرحة حتى إكتشفت أنه بعكس ما كانت تعتقد والداها ما يزالان على قيد الحياة وأن من تظنه عمها ماهو إلا الرجل الذي تولى كفالتها.

## الشخصيات
- بسمة
- عبدو: ابن لوز وماردة
- خلدون: ابن عمدة القرية عبود
- ماردة: والدة عبدو
- لوز: والد عبدو غالباً يقطع الأخشاب ويصلح أسقف المنازل
- وشوشونة: الاخت الصغرى لعبدو
- د. فدعان: عم بسمة
- عبود: عمدة القرية ووالد خلدون
- سليم: خادم لدى العمدة عبود
- طه: شيخ كبير في السن وحكيم يستشيره العمدة عبود وسكان القرية لحل مشاكلهم يحب أطفال القرية سماع اساطيره وحكاياته
- سمير: طفل صغير أحد اصدقاء خلدون
- تامر: أحد أصدقاء خلدون يرتدي قبعة خضراء
- منذر: أحد أصدقاء خلدون يرتدي قبعة زرقاء وأنفة أحمر
- حربية: ساحرة القرية قادرة على التنويم المغناطيسي لديها سحلية وانقذت وشوشونة من الحية في الحلقة السادسة
- السيد هاني: شخصية ظهرت في الحلقة الثالثة وهو طحان كبير في السن وزوجته تخبز الكعك
- زكية: فتاة ظهرت في الحلقة الرابعة والعشرين اتهمها عبود هي وأمها ليلى بتخريب حديقته وذلك لأن ليلى تعاني من حساسية من طلح ازهار حديقة عبود
- فؤاد: شخصية ظهرت في الحلقة التاسعة فتى مشاغب بدين كان يعذب الراكون هو وأصحابة تحدى عبدو في مباراة الهوكي
- منقار: سنجاب طائر غالباً ينقذ بسمة وعبدو ورفاقهم من المخاطر
- رحمون: قنفذ أزرق تابع لبسمة

## روابط خارجية
- بسمة وعبدو على موقع IMDb (الإنجليزية)
- بسمة وعبدو على موقع كينوبويسك (الروسية)
- بسمة وعبدو على موقع ANN anime (الإنجليزية)